# Glageon
Glageon est une commune française située dans le département du Nord (59), en région Hauts-de-France.

## Géographie

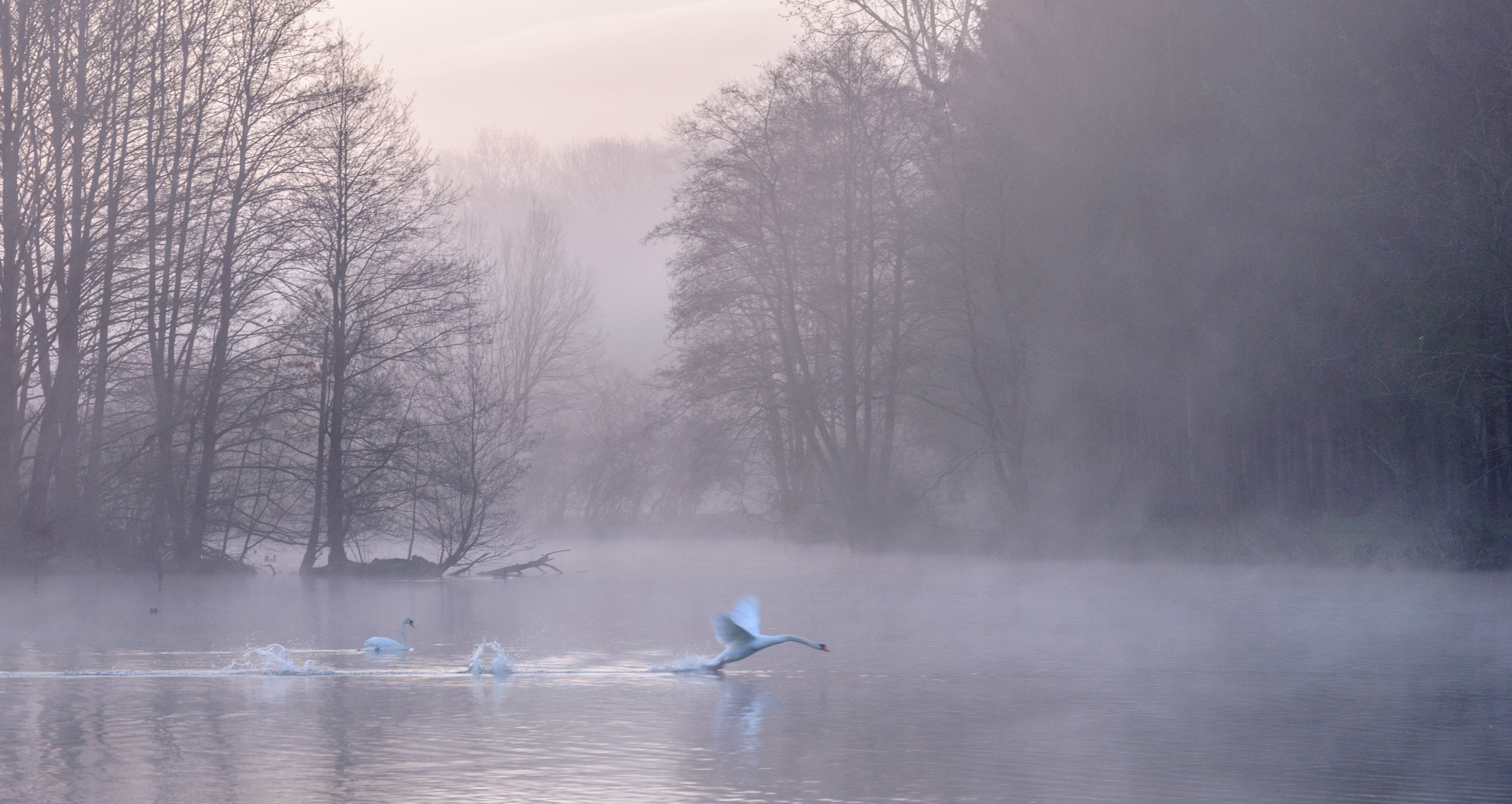
L'Étang de la Forge au petit jour.

Glageon se situe dans le sud-est du département du Nord (Hainaut) en plein cœur du parc naturel régional de l'Avesnois. L'Avesnois est connu pour ses prairies, son bocage et son relief un peu vallonné dans sa partie sud-est (début des contreforts des Ardennes), dite « petite Suisse du Nord ».
Glageon fait partie administrativement de l'Avesnois, géologiquement des Ardennes, historiquement du Hainaut et ses paysages rappellent la Thiérache.
La commune se trouve à 110 km de Lille (Préfecture du Nord), Bruxelles (Belgique) ou Reims (Marne), à 55 km de Valenciennes, Mons (B) ou Charleroi (B) et à 14 km d'Avesnes-sur-Helpe (sous-préfecture). Glageon jouxte la ville de Fourmies.
La Belgique et l'Aisne se trouvent à 10 km.
La commune est le point d'arrivée de la Voie verte de l'Avesnois Glageon-Ferrière-la-Grande. Cette verte voie a une longueur de 30 km. Incluse dans la véloroute transeuropéenne Paris-Moscou, elle se prolongera prochainement vers Hirson et l'Axe vert de la Thiérache.

### Communes limitrophes
| Sains-du-Nord |          |        |
| Féron         | Glageon  | Trélon |
|               | Fourmies |        |

### Hydrographie

#### Réseau hydrographique
La commune est située dans le bassin Artois-Picardie. Elle est drainée par le ruisseau du Pont de Sains, le ru de Feron, la Concorde, la Ferme à Lunettes, la Pré Ruelle, la Tape Jean, le ruisseau du Corbion, le ruisseau du Pont leblanc, le ruisseau Les Viviers,,.

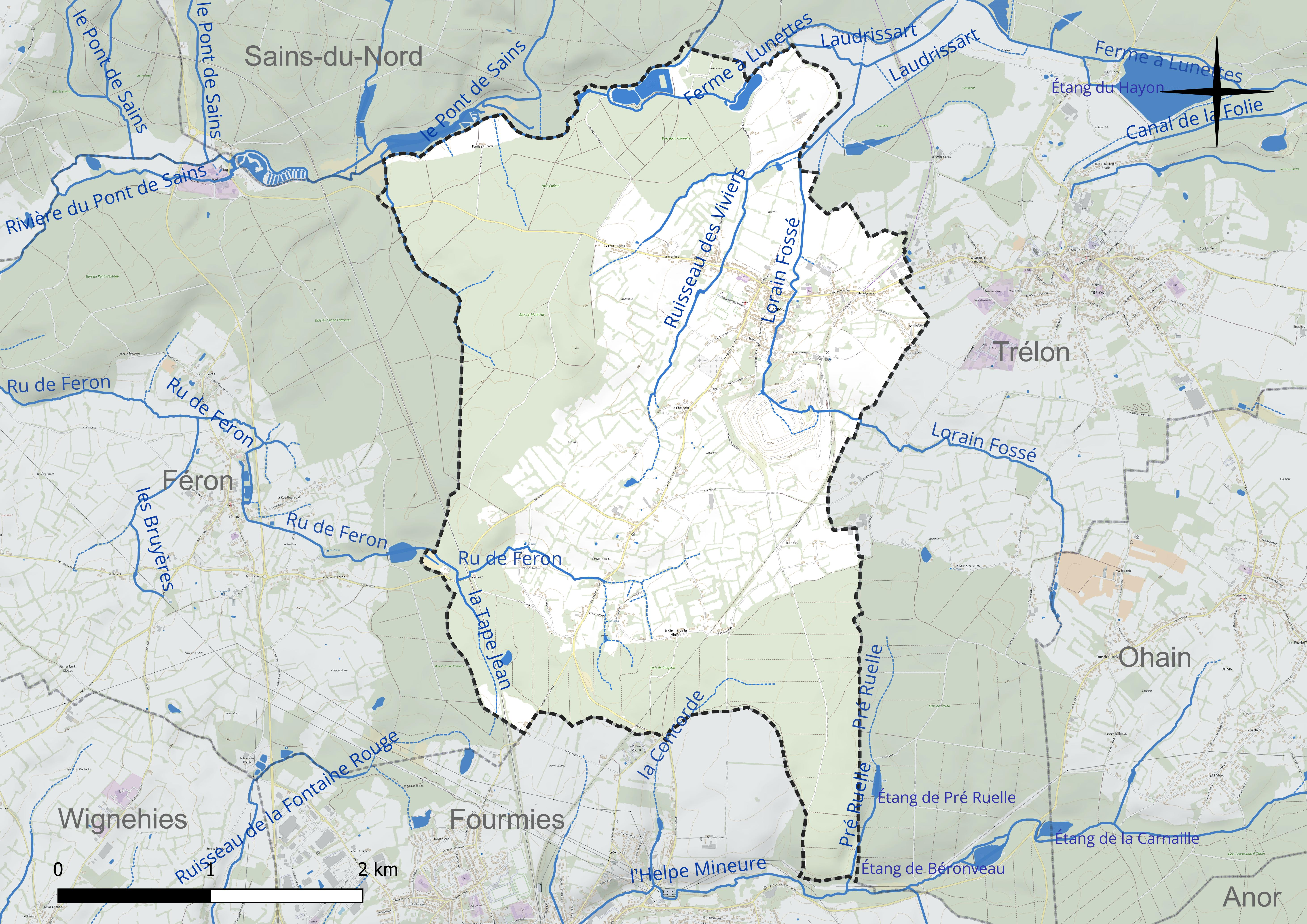
Réseau hydrographique de Glageon.

Un plan d'eau complète le réseau hydrographique : les étangs de la Forge (2,7 ha),.

#### Gestion et qualité des eaux
Le territoire communal est couvert par le schéma d'aménagement et de gestion des eaux (SAGE) « Sambre ». Ce document de planification concerne un territoire de 1 253 km2 de superficie, délimité par le bassin versant de la Sambre. Le périmètre a été arrêté le 1er novembre 2003 et le SAGE proprement dit a été approuvé le 21 septembre 2012, puis modifié le 18 août 2022. La structure porteuse de l'élaboration et de la mise en œuvre est le syndicat mixte du Parc naturel régional de l'Avesnois.
La qualité des cours d'eau peut être consultée sur un site dédié géré par les agences de l'eau et l'Agence française pour la biodiversité.

### Climat
Pour des articles plus généraux, voir Climat des Hauts-de-France et Climat du Nord.
En 2010, le climat de la commune est de type climat de montagne, selon une étude du CNRS s'appuyant sur une série de données couvrant la période 1971-2000. En 2020, Météo-France publie une typologie des climats de la France métropolitaine dans laquelle la commune est exposée à un climat océanique altéré et est dans la région climatique  Nord-est du bassin Parisien, caractérisée par un ensoleillement médiocre, une pluviométrie moyenne régulièrement répartie au cours de l'année et un hiver froid (3 °C).
Pour la période 1971-2000, la température annuelle moyenne est de 9,5 °C, avec une amplitude thermique annuelle de 15,2 °C. Le cumul annuel moyen de précipitations est de 914 mm, avec 13,1 jours de précipitations en janvier et 10 jours en juillet. Pour la période 1991-2020, la température moyenne annuelle observée sur la station météorologique la plus proche, située sur la commune de Saint-Hilaire-sur-Helpe à 15 km à vol d'oiseau, est de 10,5 °C et le cumul annuel moyen de précipitations est de 802,4 mm,. Pour l'avenir, les paramètres climatiques de la commune estimés pour 2050 selon différents scénarios d'émission de gaz à effet de serre sont consultables sur un site dédié publié par Météo-France en novembre 2022.

## Urbanisme

### Typologie
Au 1er janvier 2024, Glageon est catégorisée commune rurale à habitat dispersé, selon la nouvelle grille communale de densité à sept niveaux définie par l'Insee en 2022.
Elle appartient à l'unité urbaine de Trélon, une agglomération intra-départementale regroupant deux  communes, dont elle est une commune de la banlieue,,. Par ailleurs la commune fait partie de l'aire d'attraction de Fourmies, dont elle est une commune de la couronne,. Cette aire, qui regroupe 7 communes, est catégorisée dans les aires de moins de 50 000 habitants,.

### Occupation des sols
L'occupation des sols de la commune, telle qu'elle ressort de la base de données européenne d'occupation biophysique des sols Corine Land Cover (CLC), est marquée par l'importance des forêts et milieux semi-naturels (45,5 % en 2018), une proportion sensiblement équivalente à celle de 1990 (45,3 %). La répartition détaillée en 2018 est la suivante : 
forêts (45,5 %), prairies (43,7 %), zones urbanisées (6,5 %), mines, décharges et chantiers (4,1 %), terres arables (0,3 %). L'évolution de l'occupation des sols de la commune et de ses infrastructures peut être observée sur les différentes représentations cartographiques du territoire : la carte de Cassini (XVIIIe siècle), la carte d'état-major (1820-1866) et les cartes ou photos aériennes de l'IGN pour la période actuelle (1950 à aujourd'hui).

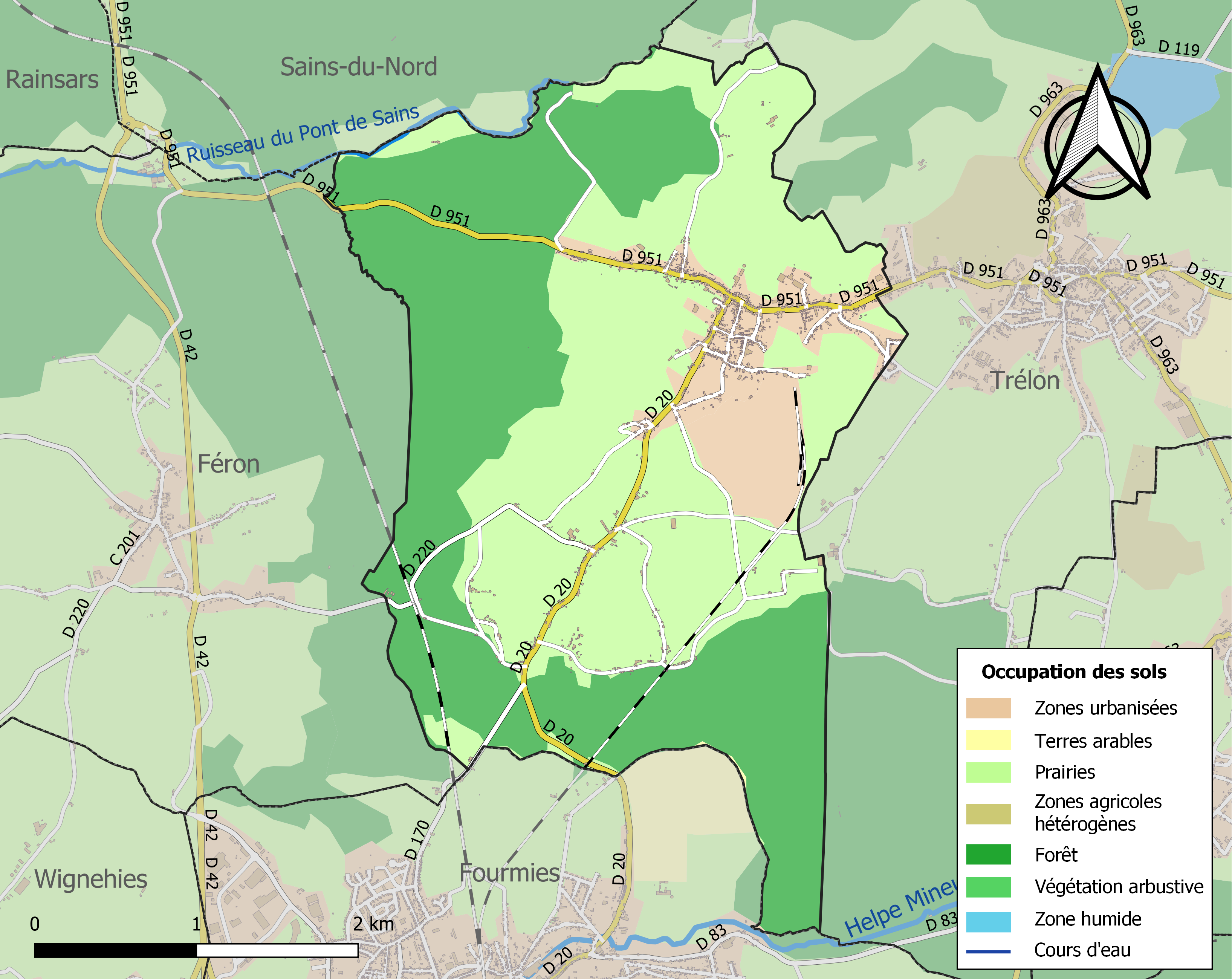
Carte des infrastructures et de l'occupation des sols de la commune en 2018 (CLC).

## Toponymie
Glajeon (1133, titre de Saint-Aubert), Glavin (1145, cartulaire de Liessies), Glaion (1151, id.), Glaghon (1349, pouillé de Cambrai).
D'après M. Gysseling, Glageon vient du germanique gladjōn (« la lisse »), mot venant de glada (« lisse, brillant », qui a donné Glanz en allemand). Ce nom pourrait avoir désigné d'abord le ruisseau qui avoisine Glageon.

## Histoire
- Glageon est un ancien site gallo-romain et a connu une occupation mérovingienne. En 1862, à Couplevoie, ont été trouvées des sépultures renfermant des armes de l'époque gallo-romaine.
- 843 : avec le traité de Verdun, le partage de l'empire carolingien entre les trois petits-fils de Charlemagne octroie à Lothaire Ier, la Francie médiane qui comprend le Hainaut dont fait partie le village.
- 855 : avec le traité de Prüm qui partage la Francie médiane entre les trois fils de Lothaire I, le Hainaut est rattaché à la Lotharingie dont hérite Lothaire II.
- 870 : avec le traité de Meerssen après la mort de Lothaire II, une partie de la Lotharingie dont fait partie le Hainaut est rattachée à la Francie occidentale.
- 880 : avec le traité de Ribemont en 880, le Hainaut est rattaché à la Francie orientale qui deviendra le Saint-Empire romain germanique en 962.
- XIIe siècle : au milieu du XIIe siècle, un château-fort est construit par Nicolas d'Avesnes. Il était situé au lieudit des "Pâtures", juste derrière l'ancien cimetière. En 1186, Glageon est le siège d'une paroisse du décanat d'Avesnes. La paroisse était rattachée à l'Abbaye de Liessies.
- XIVe siècle : le village est séparé en 2 : Glageon-Avesnes (Pairie d'Avesnes) et Glageon-Maubeuge (Prévôté de Maubeuge), avec 2 maires et 2 groupes d'échevins jusqu'à la Révolution.
- XVIe siècle : le château est assiégé et détruit à plusieurs reprises. Il fut habité par Philippe de Stavèle (1508-1562), seigneur de Glageon, baron de Chaumont, ambassadeur de Marguerite de Parme auprès d'Élisabeth d'Angleterre, grand maître de l'artillerie du roi d'Espagne Charles Quint et chevalier de la toison d'or. Il vit se succéder des noms d'ennemis prestigieux, maigre consolation, les troupes de François Ier en 1543, Henry II en 1552 ; en 1554 c'est le tour du connétable de Montmorency, puis Turenne en 1637. Aujourd'hui, il ne reste plus de traces de cette place forte.
- Autrefois célèbre pour sa carrière de marbre rose dont la pierre peut être admirée au château de Versailles dont les restaurations effectuées sous la Monarchie de juillet ou même postérieurement, ont largement utilisé le marbre de Glageon et de tout l'Avesnois.
- XVIIIe siècle : Son église dédiée à Saint Martin est du XVIIIème ; construite en 1714, l'église Saint-Martin de Glageon a été agrandie en 1785. En 1773, s'ouvre la mine de fer à Couplevoie.
- XIXe siècle : la commune accueille des usines de tissage et de peignage de la laine, une filature dirigée par la famille Boulanger, ainsi qu'une brasserie-malterie connue sous le nom de Bernard Lemaire, puis Bernard Champagne, puis Bernard. Située au 4 rue du Calvaire, on peut toujours apercevoir sur le toit le séchoir à houblon. La filature de laine Landousie a été fondée en 1889 par Auguste Landousie (1831-1900). Fortement dévastée pendant la Première guerre mondiale, la filature intègre ensuite le consortium de Fourmies (Société des filatures de laines peignées de la Région de Fourmies). Elle cesse son activité en 1980. La filature Hubinet fondée par Charles Louis Hubinet n'a pas non plus été épargnée par la Grande guerre. La filature a été incendiée en 1990 et transférée ensuite à Wignehies. La carrière commence à être exploitée et l'est toujours aujourd'hui. Les années 1850-1900 sont exceptionnelles pour le village qui bénéficie de l'arrivée du chemin de fer. Glageon était desservi par trois gares, celles de Trélon-Glageon et de Couplevoie sur la ligne de Maubeuge à Fourmies et celle de Féron-Glageon sur la ligne de Fives à Hirson. Ces trois gares, encore en fonctionnement en 1945, ont été fermées ultérieurement. La population augmente fortement.
- Première guerre mondiale : Les allemands arrivent dans le village de Glageon le mercredi 26 août 1914 (9h du matin). Le village se trouvera en zone occupée par les troupes Allemandes jusqu'au 9 novembre 1918, date où le village est libéré par des troupes Françaises, 2 jours donc avant l'armistice.
- Plans du cadastre napoléonien (1823 et 1885) de Glageon : site internet des Archives départementales du Nord

## Héraldique
|  | Les armes de Glageon se blasonnent ainsi : D'hermine à la bande de gueules. |

## Politique et administration
Maire en 1802-1803 : Jean Brihaye père.
Maire en 1807 : Decamp.
Maire en 1881 : Rousseaux.

Maire dans les années 1980 : Duquesne (père de Benoit Duquesne).
| Période                                  | Période  | Identité            | Étiquette | Qualité |
| ---------------------------------------- | -------- | ------------------- | --------- | ------- |
| Les données manquantes sont à compléter. |          |                     |           |         |
| Mars 2001                                | 2020     | Bernard Chauderlot  | DVD       |         |
| 2020                                     | En cours | Frédéric Bettignies |           |         |

## Population et société

### Démographie

#### Évolution démographique
L'évolution du nombre d'habitants est connue à travers les recensements de la population effectués dans la commune depuis 1793. Pour les communes de moins de 10 000 habitants, une enquête de recensement portant sur toute la population est réalisée tous les cinq ans, les populations de référence des années intermédiaires étant quant à elles estimées par interpolation ou extrapolation. Pour la commune, le premier recensement exhaustif entrant dans le cadre du nouveau dispositif a été réalisé en 2004.

En 2022, la commune comptait 1 732 habitants, en évolution de −5,41 % par rapport à 2016 (Nord : +0,51 %, France hors Mayotte : +2,11 %).
| 1793 | 1800 | 1806 | 1821  | 1831  | 1836  | 1841  | 1846  | 1851  |
| ---- | ---- | ---- | ----- | ----- | ----- | ----- | ----- | ----- |
| 885  | 894  | 921  | 1 009 | 1 128 | 1 211 | 1 240 | 1 285 | 1 313 |

| 1856  | 1861  | 1866  | 1872  | 1876  | 1881  | 1886  | 1891  | 1896  |
| ----- | ----- | ----- | ----- | ----- | ----- | ----- | ----- | ----- |
| 1 362 | 1 497 | 1 567 | 1 740 | 1 802 | 2 156 | 2 188 | 2 701 | 2 880 |

| 1901  | 1906  | 1911  | 1921  | 1926  | 1931  | 1936  | 1946  | 1954  |
| ----- | ----- | ----- | ----- | ----- | ----- | ----- | ----- | ----- |
| 2 626 | 2 989 | 2 847 | 2 483 | 2 514 | 2 452 | 2 529 | 2 227 | 2 305 |

| 1962  | 1968  | 1975  | 1982  | 1990  | 1999  | 2004  | 2006  | 2009  |
| ----- | ----- | ----- | ----- | ----- | ----- | ----- | ----- | ----- |
| 2 348 | 2 391 | 2 100 | 1 958 | 1 946 | 1 877 | 1 794 | 1 764 | 1 812 |

| 2014  | 2019  | 2022  | - | - | - | - | - | - |
| ----- | ----- | ----- | - | - | - | - | - | - |
| 1 826 | 1 758 | 1 732 | - | - | - | - | - | - |

#### Pyramide des âges
La population de la commune est relativement jeune.
En 2018, le taux de personnes d'un âge inférieur à 30 ans s'élève à 38,5 %, soit en dessous de la moyenne départementale (39,5 %). À l'inverse, le taux de personnes d'âge supérieur à 60 ans est de 23,6 % la même année, alors qu'il est de 22,5 % au niveau départemental.
En 2018, la commune comptait 900 hommes pour 882 femmes, soit un taux de 50,51 % d'hommes, largement supérieur au taux départemental (48,23 %).
Les pyramides des âges de la commune et du département s'établissent comme suit.
| Hommes | Classe d’âge | Femmes |
| ------ | ------------ | ------ |
| 0,1    | 90 ou +      | 0,9    |
| 3,6    | 75-89 ans    | 7,1    |
| 18,3   | 60-74 ans    | 17,1   |
| 19,7   | 45-59 ans    | 18,4   |
| 19,3   | 30-44 ans    | 18,5   |
| 16,3   | 15-29 ans    | 17,4   |
| 22,7   | 0-14 ans     | 20,5   |

| Hommes | Classe d’âge | Femmes |
| ------ | ------------ | ------ |
| 0,5    | 90 ou +      | 1,4    |
| 5,3    | 75-89 ans    | 8,1    |
| 14,8   | 60-74 ans    | 16,2   |
| 19,1   | 45-59 ans    | 18,4   |
| 19,5   | 30-44 ans    | 18,7   |
| 20,7   | 15-29 ans    | 19,1   |
| 20,2   | 0-14 ans     | 18     |

## Lieux et monuments
- Église Saint-Martin.
- Le cimetière militaire britannique, russe et français situé au fond du cimetière communal.

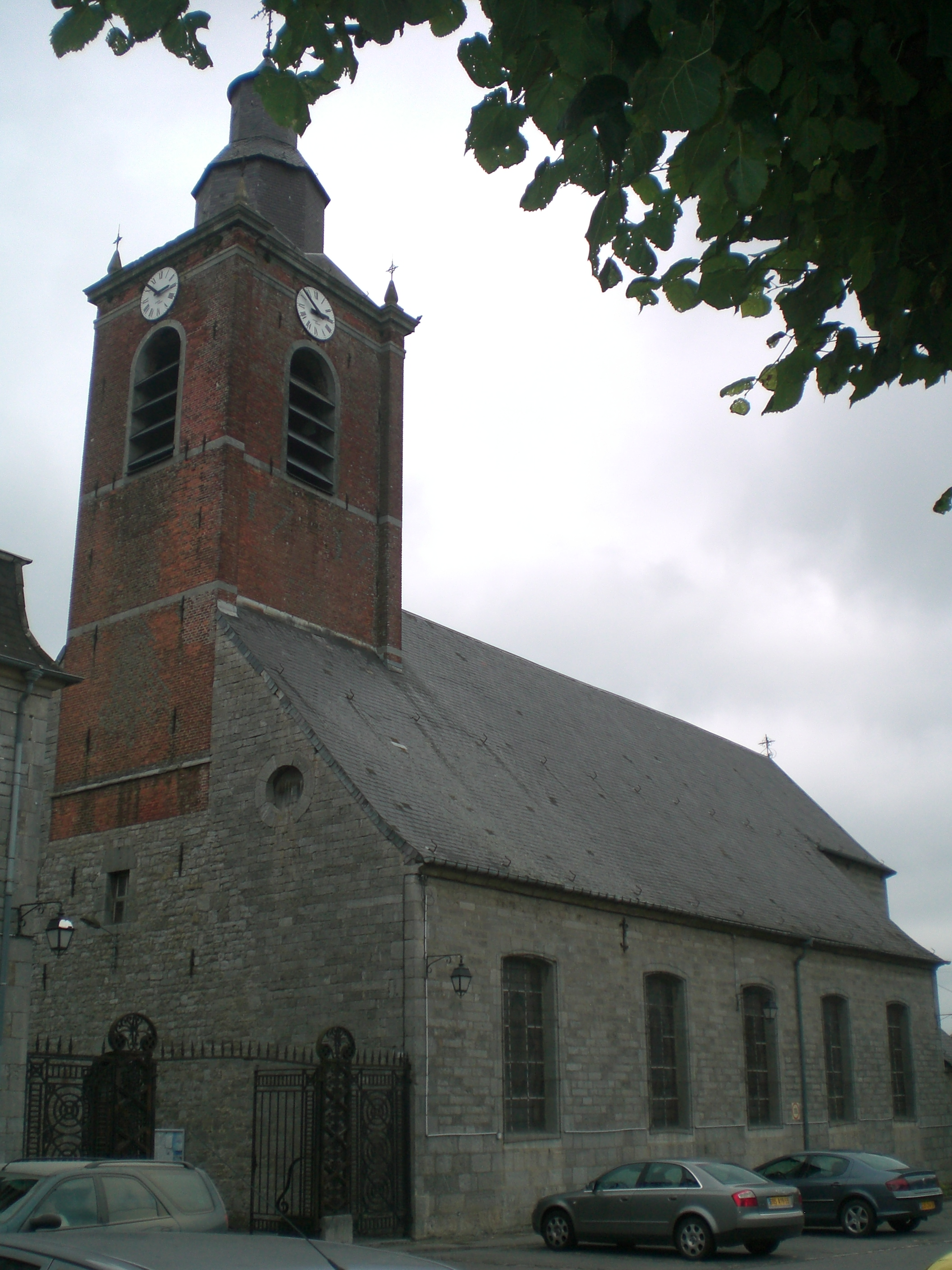
Église Saint-Martin.
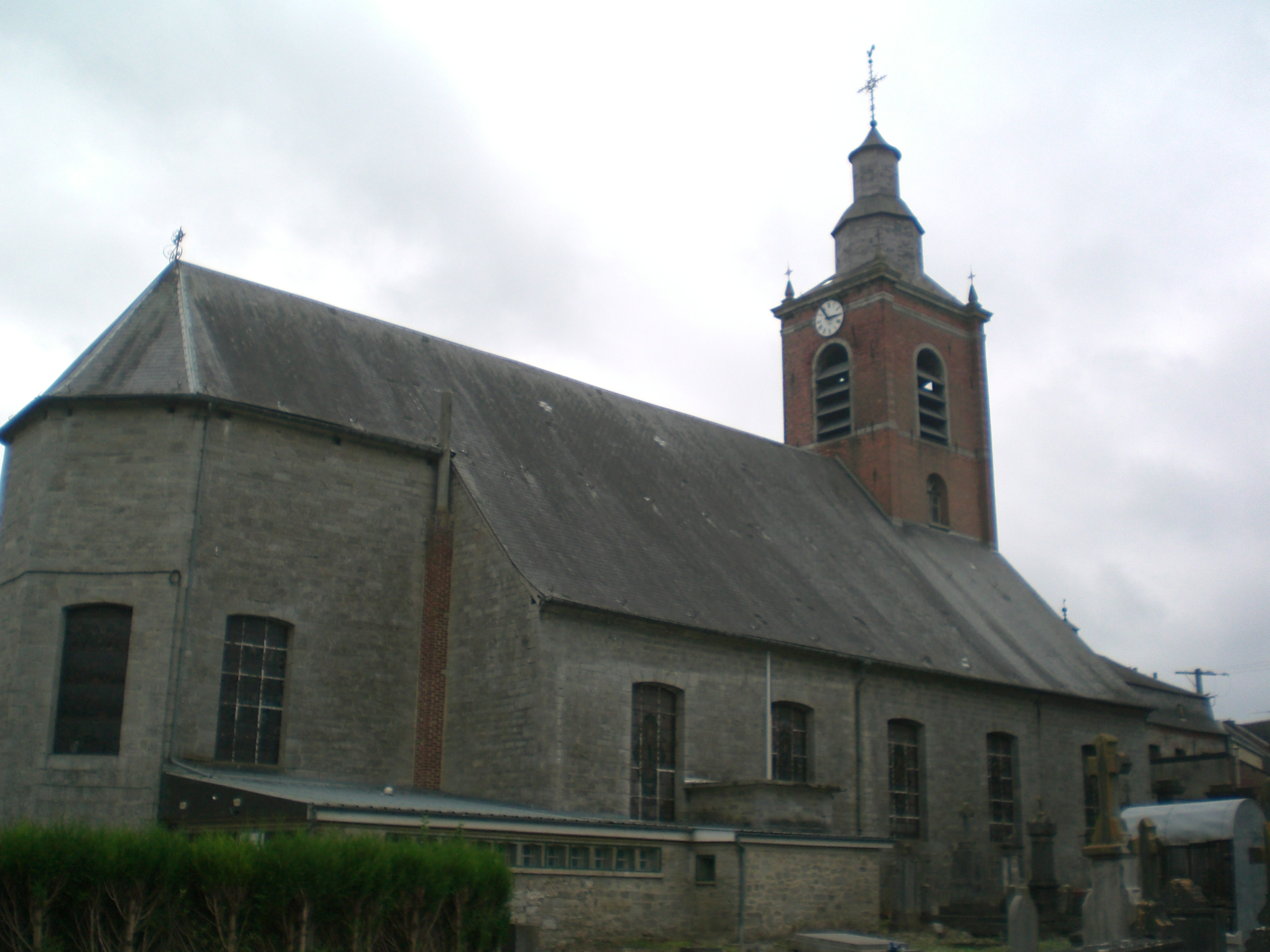
Église Saint-Martin.
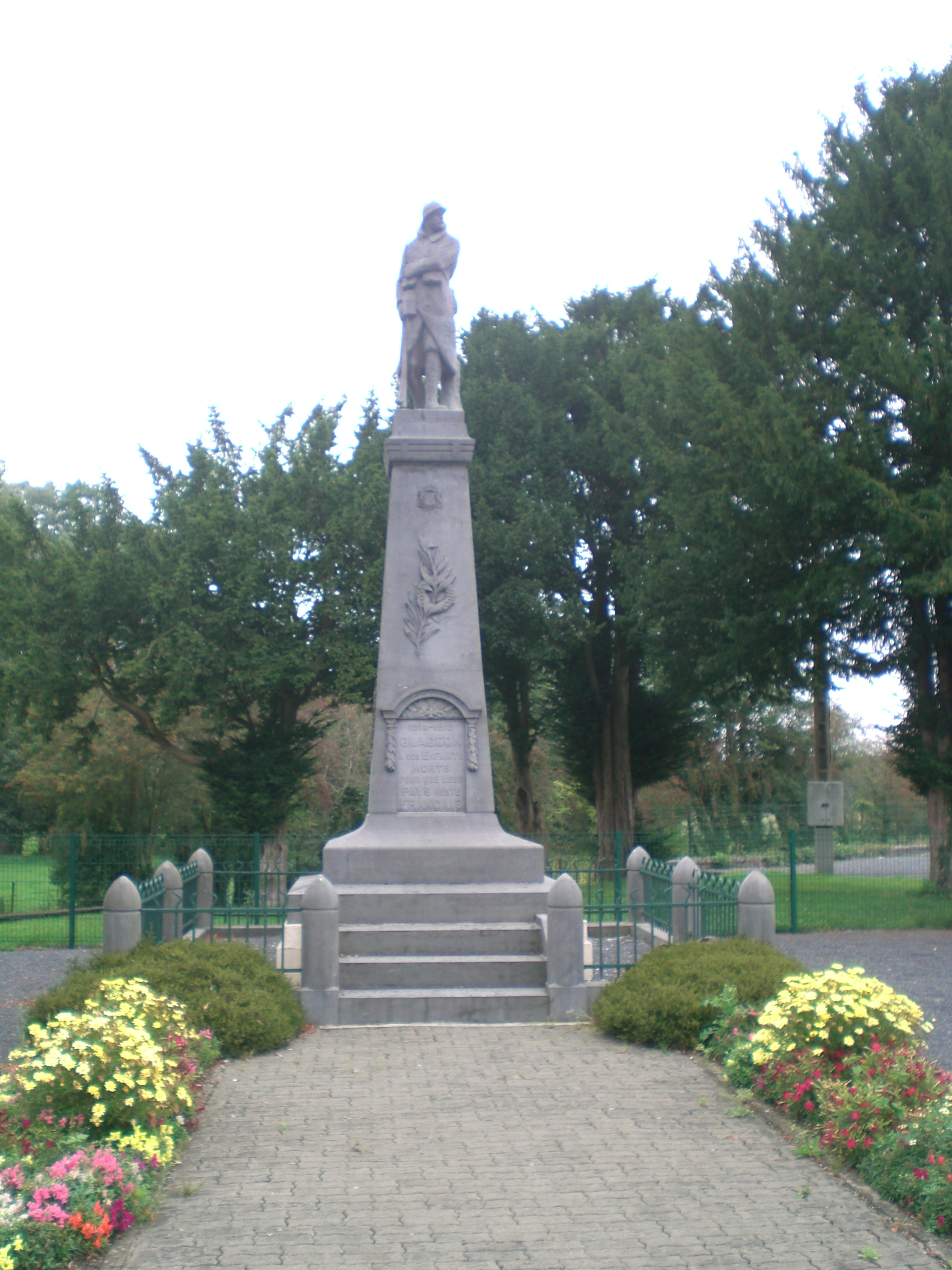
Monument aux morts.
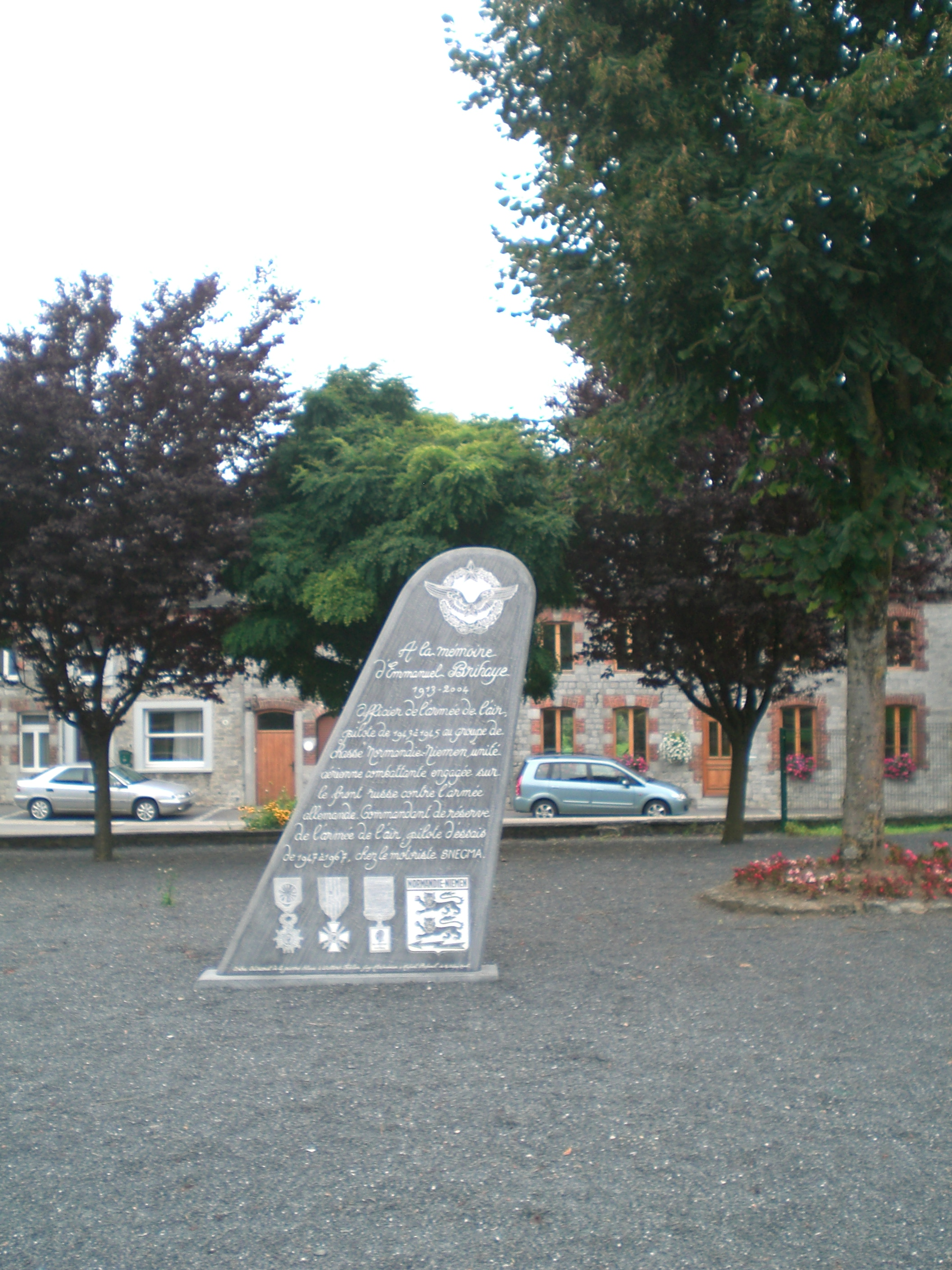
Monument en l'honneur d'Emmanuel Brihaye.
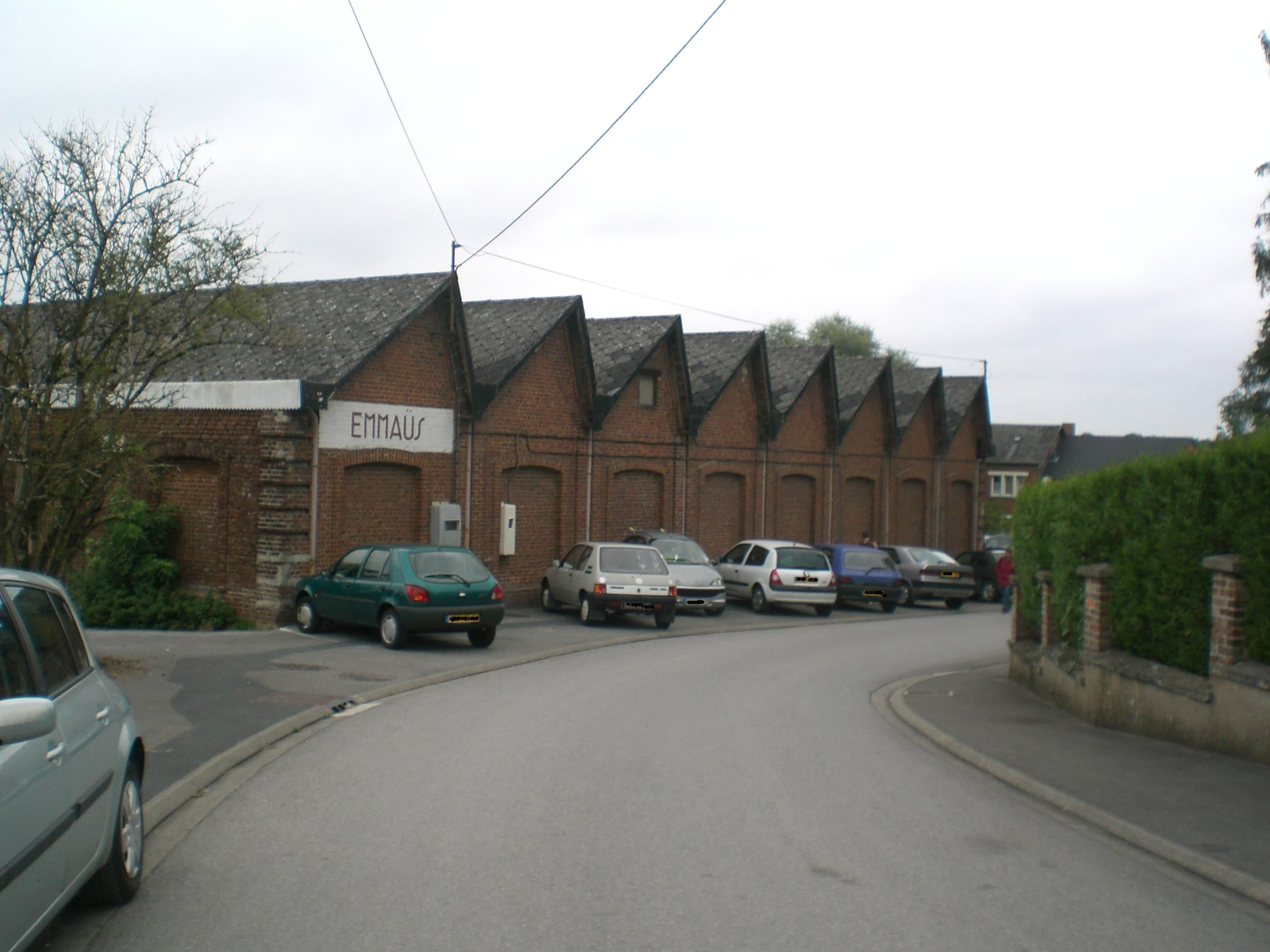
Emmaüs.

## Personnalités liées à la commune
- Philippe de Stavele (de)[35] (° 1509 † 1563), baron de Chaumont[Lequel ?], seigneur de Glageon, ambassadeur de Marguerite de Parme, « gouverneur » des Pays-Bas espagnols, auprès d'Élisabeth Ire, reine d'Angleterre, chevalier de la Toison d'or (1555, brevet n°222) : la commune porte aujourd'hui ses armoiries.
- Benoît Duquesne, journaliste, a grandi à Glageon, ville dont son père a été maire pendant de nombreuses années.
- Marcel Cuvelier (1924-2015), comédien, est né dans cette ville.

## Pour approfondir